# Komeda (album Leszka Możdżera)
Komeda − album studyjny Leszka Możdżera wydany 15 czerwca 2011 roku nakładem monachijskiej wytwórni ACT. Album zawiera 8 utworów instrumentalnych, których kompozytorem jest Krzysztof Komeda. Płyta była nagrywana w dniach 8-11 marca 2011 w studiu Leszka Możdżera (Studio 701) we Wrocławiu. Autorem okładki pt. untitled 2010 jest Martin Noël. 
Nagrania dotarły do 1. miejsca polskiej listy przebojów - OLiS. 7 września 2011 roku płyta uzyskała certyfikat dwukrotnie platynowej w Polsce.  

## Lista utworów
Opracowano na podstawie materiału źródłowego.
1. „Svantetic” – 03:31
2. „Sleep Safe and Warm” – 06:21
3. „Ballad for Bernt” – 04:12
4. „The Law and The Fist” – 10:52
5. „Nighttime, Daytime Requiem” – 13:36
6. „Cherry” – 03:52
7. „Crazy Girl” – 05:48
8. „Moja ballada” – 02:53

## Twórcy
Opracowano na podstawie materiału źródłowego.
| - Leszek Możdżer – fortepian - Martin Noël – okładka - Paweł Potoroczyn – producent wykonawczy - Tadeusz Mieczkowski – mastering |  | - Sylwia Kicka – produkcja - Grzegorz Czachor – realizacja nagrań, miksowanie - Marcin Piechowski – obsługa techniczna |